# Stelios Giannakopoulos
Stelios Giannakopoulos, all'anagrafe Stylianos Giannakopoulos (in greco: Στυλιανός "Στέλιος" Γιαννακόπουλος; Atene, 12 luglio 1974), è un allenatore di calcio ed ex calciatore greco, di ruolo centrocampista, campione d'Europa con la nazionale greca nel 2004.
È primatista di presenze (14) con il Bolton nelle competizioni calcistiche europee.

## Caratteristiche tecniche
Era un esterno destro.

## Carriera

### Club
Figlio dell'ex calciatore Alekos Giannakopoulos, inizia la propria trafila nel settore giovanile dell'Ethnikos Asteras, dove arriva a sette anni di età. Trascorre una stagione al Doxa Vyrona, dove contribuisce alla promozione della squadra in seconda serie greca.
Tornato all'Ethnikos, esordisce giovanissimo nella terza divisione del campionato greco nell'autunno 1991, in una stagione che si conclude con la promozione del club in terza divisione. L'anno successivo, nella sua prima stagione da professionista, segna 6 gol.
Nel 1993 passa al Paniliakos, dove in tre anni segna 26 gol in 84 partite. In questo periodo si conquista un posto da titolare nell'Under-21 greca.
Nell'estate 1996 viene acquistato dall'Olympiakos. Qui si afferma come centrocampista, segnando diversi gol anche in Champions League. Giannakopoulos conquista la Nazionale maggiore, convocato prima da Vassilis Danil e poi da Otto Rehhagel.
Veste la maglia biancorossa per sette stagioni, durante le quali vince altrettanti campionati e una Coppa di Grecia nel 1999. In questo periodo entra a far parte stabilmente della Nazionale, a partire dal 1997.
Nel 2003 viene nominato miglior giocatore del campionato greco.
Nell'estate del 2003 si trasferisce al Bolton a parametro zero, essendo scaduto il suo contratto con l'Olympiakos Pireo. Vestirà per molti anni la maglia numero 7 del club inglese, scegliendo di apporre proprio la scritta Stelios al posto del suo cognome. È schierato da Sam Allardyce prevalentemente come esterno destro di centrocampo. Il 28 gennaio 2006 una sua rete permette alla squadra di eliminare l'Arsenal dalla FA Cup nei sedicesimi di finale.
Al termine della stagione 2007-2008 il suo contratto scade e il 23 settembre 2008 è acquistato a parametro zero dalla compagine inglese dell'Hull City, squadra neopromossa in Premier League, con la quale ottiene due presenze nella prima parte della stagione. Il 22 gennaio 2009 torna in patria nelle file del Larissa. Nelle file del club ellenico ritrova Nikolaos Dabizas e Stylianos Venetidīs, suoi ex compagni di Nazionale al campionato d'Europa 2004. Giannakopoulos contribuisce al quinto posto nel campionato greco e alla qualificazione per l'Europa League.

### Nazionale
Giannakopoulos è stato uno dei protagonisti della nazionale greca guidata da Otto Rehhagel alla vittoria del Campionato d'Europa del 2004 in Portogallo. Ha iniziato come titolare la finale disputata a Lisbona il 4 luglio contro i padroni di casa. Risultò peraltro importante, ai fini della partecipazione della squadra ellenica ai campionati europei, un gol siglato a Saragozza da Giannakopoulos, decisivo per la vittoria della Grecia di quella partita e conseguentemente anche del girone di qualificazione, proprio davanti alla Spagna, poi ritrovata dai greci nel girone portoghese.

## Statistiche

### Cronologia presenze e reti in nazionale
| Cronologia completa delle presenze e delle reti in nazionale ― Grecia | Cronologia completa delle presenze e delle reti in nazionale ― Grecia | Cronologia completa delle presenze e delle reti in nazionale ― Grecia | Cronologia completa delle presenze e delle reti in nazionale ― Grecia | Cronologia completa delle presenze e delle reti in nazionale ― Grecia | Cronologia completa delle presenze e delle reti in nazionale ― Grecia | Cronologia completa delle presenze e delle reti in nazionale ― Grecia | Cronologia completa delle presenze e delle reti in nazionale ― Grecia |
| Data                                                                  | Città                                                                 | In casa                                                               | Risultato                                                             | Ospiti                                                                | Competizione                                                          | Reti                                                                  | Note                                                                  |
| --------------------------------------------------------------------- | --------------------------------------------------------------------- | --------------------------------------------------------------------- | --------------------------------------------------------------------- | --------------------------------------------------------------------- | --------------------------------------------------------------------- | --------------------------------------------------------------------- | --------------------------------------------------------------------- |
| 12-3-1997                                                             | Paralimni                                                             | Cipro                                                                 | 0 – 4                                                                 | Grecia                                                                | Amichevole                                                            | -                                                                     | 80’                                                                   |
| 19-8-1997                                                             | Candia                                                                | Grecia                                                                | 2 – 1                                                                 | Cipro                                                                 | Amichevole                                                            | -                                                                     | 46’                                                                   |
| 6-9-1997                                                              | Lubiana                                                               | Slovenia                                                              | 0 – 3                                                                 | Grecia                                                                | Qual. Mondiali 1998                                                   | -                                                                     | 88’                                                                   |
| 14-10-1998                                                            | Atene                                                                 | Grecia                                                                | 3 – 0                                                                 | Georgia                                                               | Qual. Euro 2000                                                       | -                                                                     | 68’                                                                   |
| 3-2-1999                                                              | Larnaca                                                               | Finlandia                                                             | 1 – 2                                                                 | Grecia                                                                | Torneo Internazionale di Cipro                                        | -                                                                     | 62’                                                                   |
| 5-2-1999                                                              | Larnaca                                                               | Belgio                                                                | 0 – 1                                                                 | Grecia                                                                | Torneo Internazionale di Cipro                                        | 1                                                                     |                                                                       |
| 10-3-1999                                                             | Atene                                                                 | Grecia                                                                | 3 – 2                                                                 | Croazia                                                               | Amichevole                                                            | 2                                                                     | 59’                                                                   |
| 27-3-1999                                                             | Atene                                                                 | Grecia                                                                | 0 – 2                                                                 | Norvegia                                                              | Qual. Euro 2000                                                       | -                                                                     |                                                                       |
| 31-3-1999                                                             | Riga                                                                  | Lettonia                                                              | 0 – 0                                                                 | Grecia                                                                | Qual. Euro 2000                                                       | -                                                                     | 74’                                                                   |
| 28-4-1999                                                             | Atene                                                                 | Grecia                                                                | 1 – 1                                                                 | Svizzera                                                              | Amichevole                                                            | -                                                                     | 79’                                                                   |
| 4-9-1999                                                              | Oslo                                                                  | Norvegia                                                              | 1 – 0                                                                 | Grecia                                                                | Qual. Euro 2000                                                       | -                                                                     | 46’ 76’                                                               |
| 25-4-2001                                                             | Varaždin                                                              | Croazia                                                               | 2 – 2                                                                 | Grecia                                                                | Amichevole                                                            | -                                                                     | 63’                                                                   |
| 6-6-2001                                                              | Atene                                                                 | Grecia                                                                | 0 – 2                                                                 | Inghilterra                                                           | Qual. Mondiali 2002                                                   | -                                                                     | 70’                                                                   |
| 15-8-2001                                                             | Mosca                                                                 | Russia                                                                | 0 – 0                                                                 | Grecia                                                                | Amichevole                                                            | -                                                                     | 66’                                                                   |
| 27-3-2002                                                             | Patrasso                                                              | Grecia                                                                | 3 – 2                                                                 | Belgio                                                                | Amichevole                                                            | -                                                                     | 46’                                                                   |
| 17-4-2002                                                             | Giannina                                                              | Grecia                                                                | 0 – 0                                                                 | Rep. Ceca                                                             | Amichevole                                                            | -                                                                     | 46’                                                                   |
| 12-5-2002                                                             | Alessandropoli                                                        | Grecia                                                                | 3 – 2                                                                 | Romania                                                               | Amichevole                                                            | 1                                                                     | 46’                                                                   |
| 15-5-2002                                                             | Rodi                                                                  | Grecia                                                                | 3 – 1                                                                 | Cipro                                                                 | Amichevole                                                            | -                                                                     | 46’                                                                   |
| 21-8-2002                                                             | Costanza                                                              | Romania                                                               | 0 – 1                                                                 | Grecia                                                                | Amichevole                                                            | 1                                                                     | 50’ 59’                                                               |
| 7-9-2002                                                              | Atene                                                                 | Grecia                                                                | 0 – 2                                                                 | Spagna                                                                | Qual. Euro 2004                                                       | -                                                                     |                                                                       |
| 12-10-2002                                                            | Kiev                                                                  | Ucraina                                                               | 2 – 0                                                                 | Grecia                                                                | Qual. Euro 2004                                                       | -                                                                     | 65’                                                                   |
| 16-10-2002                                                            | Atene                                                                 | Grecia                                                                | 2 – 0                                                                 | Armenia                                                               | Qual. Euro 2004                                                       | -                                                                     | 46’                                                                   |
| 20-11-2002                                                            | Atene                                                                 | Grecia                                                                | 0 – 0                                                                 | Irlanda                                                               | Amichevole                                                            | -                                                                     | 46’                                                                   |
| 29-1-2003                                                             | Larnaca                                                               | Cipro                                                                 | 1 – 2                                                                 | Grecia                                                                | Amichevole                                                            | -                                                                     | 46’                                                                   |
| 12-2-2003                                                             | Candia                                                                | Grecia                                                                | 1 – 0                                                                 | Norvegia                                                              | Amichevole                                                            | -                                                                     | 46’                                                                   |
| 26-3-2003                                                             | Graz                                                                  | Austria                                                               | 2 – 2                                                                 | Grecia                                                                | Amichevole                                                            | -                                                                     | 46’                                                                   |
| 2-4-2003                                                              | Belfast                                                               | Irlanda del Nord                                                      | 0 – 2                                                                 | Grecia                                                                | Qual. Euro 2004                                                       | -                                                                     |                                                                       |
| 30-4-2003                                                             | Žilina                                                                | Slovacchia                                                            | 2 – 2                                                                 | Grecia                                                                | Amichevole                                                            | -                                                                     | 62’                                                                   |
| 7-6-2003                                                              | Saragozza                                                             | Spagna                                                                | 0 – 1                                                                 | Grecia                                                                | Qual. Euro 2004                                                       | 1                                                                     |                                                                       |
| 11-6-2003                                                             | Atene                                                                 | Grecia                                                                | 1 – 0                                                                 | Ucraina                                                               | Qual. Euro 2004                                                       | -                                                                     |                                                                       |
| 20-8-2003                                                             | Norrköping                                                            | Svezia                                                                | 1 – 2                                                                 | Grecia                                                                | Amichevole                                                            | 1                                                                     | 71’                                                                   |
| 6-9-2003                                                              | Erevan                                                                | Armenia                                                               | 0 – 1                                                                 | Grecia                                                                | Qual. Euro 2004                                                       | -                                                                     | 33’ 64’                                                               |
| 11-10-2003                                                            | Atene                                                                 | Grecia                                                                | 1 – 0                                                                 | Irlanda del Nord                                                      | Qual. Euro 2004                                                       | -                                                                     |                                                                       |
| 15-11-2003                                                            | Aveiro                                                                | Portogallo                                                            | 1 – 1                                                                 | Grecia                                                                | Amichevole                                                            | -                                                                     | 46’                                                                   |
| 31-3-2004                                                             | Candia                                                                | Grecia                                                                | 1 – 0                                                                 | Svizzera                                                              | Amichevole                                                            | -                                                                     | 46’                                                                   |
| 28-4-2004                                                             | Eindhoven                                                             | Paesi Bassi                                                           | 4 – 0                                                                 | Grecia                                                                | Amichevole                                                            | -                                                                     | 46’                                                                   |
| 29-5-2004                                                             | Stettino                                                              | Polonia                                                               | 1 – 0                                                                 | Grecia                                                                | Amichevole                                                            | -                                                                     |                                                                       |
| 3-6-2004                                                              | Vaduz                                                                 | Liechtenstein                                                         | 0 – 2                                                                 | Grecia                                                                | Amichevole                                                            | -                                                                     | 46’                                                                   |
| 12-6-2004                                                             | Porto                                                                 | Portogallo                                                            | 1 – 2                                                                 | Grecia                                                                | Euro 2004 - 1º turno                                                  | -                                                                     | 67’                                                                   |
| 16-6-2004                                                             | Porto                                                                 | Grecia                                                                | 1 – 1                                                                 | Spagna                                                                | Euro 2004 - 1º turno                                                  | -                                                                     | 28’ 49’                                                               |
| 1-7-2004                                                              | Porto                                                                 | Rep. Ceca                                                             | 0 – 1 dts                                                             | Grecia                                                                | Euro 2004 - Semifinale                                                | -                                                                     | 72’                                                                   |
| 4-7-2004                                                              | Lisbona                                                               | Grecia                                                                | 1 – 0                                                                 | Portogallo                                                            | Euro 2004 - Finale                                                    | -                                                                     | 76’                                                                   |
| 18-8-2004                                                             | Praga                                                                 | Rep. Ceca                                                             | 0 – 0                                                                 | Grecia                                                                | Amichevole                                                            | -                                                                     | 62’                                                                   |
| 4-9-2004                                                              | Tirana                                                                | Albania                                                               | 2 – 1                                                                 | Grecia                                                                | Qual. Mondiali 2006                                                   | 1                                                                     | 17’                                                                   |
| 8-9-2004                                                              | Il Pireo                                                              | Grecia                                                                | 0 – 0                                                                 | Turchia                                                               | Qual. Mondiali 2006                                                   | -                                                                     | 79’                                                                   |
| 9-10-2004                                                             | Kiev                                                                  | Ucraina                                                               | 1 – 1                                                                 | Grecia                                                                | Qual. Mondiali 2006                                                   | -                                                                     | 61’                                                                   |
| 9-2-2005                                                              | Salonicco                                                             | Grecia                                                                | 2 – 1                                                                 | Danimarca                                                             | Qual. Mondiali 2006                                                   | -                                                                     |                                                                       |
| 26-3-2005                                                             | Tbilisi                                                               | Georgia                                                               | 1 – 3                                                                 | Grecia                                                                | Qual. Mondiali 2006                                                   | 1                                                                     | 77’ 88’                                                               |
| 30-3-2005                                                             | Il Pireo                                                              | Grecia                                                                | 2 – 0                                                                 | Albania                                                               | Qual. Mondiali 2006                                                   | -                                                                     | 66’                                                                   |
| 4-6-2005                                                              | Istanbul                                                              | Turchia                                                               | 0 – 0                                                                 | Grecia                                                                | Qual. Mondiali 2006                                                   | -                                                                     |                                                                       |
| 8-6-2005                                                              | Il Pireo                                                              | Grecia                                                                | 0 – 1                                                                 | Ucraina                                                               | Qual. Mondiali 2006                                                   | -                                                                     |                                                                       |
| 16-6-2005                                                             | Lipsia                                                                | Brasile                                                               | 3 – 0                                                                 | Grecia                                                                | Conf. Cup 2005 - 1º turno                                             | -                                                                     |                                                                       |
| 19-6-2005                                                             | Francoforte sul Meno                                                  | Giappone                                                              | 1 – 0                                                                 | Grecia                                                                | Conf. Cup 2005 - 1º turno                                             | -                                                                     |                                                                       |
| 22-6-2005                                                             | Francoforte sul Meno                                                  | Grecia                                                                | 0 – 0                                                                 | Messico                                                               | Conf. Cup 2005 - 1º turno                                             | -                                                                     |                                                                       |
| 17-8-2005                                                             | Bruxelles                                                             | Belgio                                                                | 2 – 0                                                                 | Grecia                                                                | Amichevole                                                            | -                                                                     | 69’                                                                   |
| 7-9-2005                                                              | Almaty                                                                | Kazakistan                                                            | 1 – 2                                                                 | Grecia                                                                | Qual. Mondiali 2006                                                   | 1                                                                     |                                                                       |
| 8-10-2005                                                             | Copenaghen                                                            | Danimarca                                                             | 1 – 0                                                                 | Grecia                                                                | Qual. Mondiali 2006                                                   | -                                                                     | 64’                                                                   |
| 16-11-2005                                                            | Il Pireo                                                              | Grecia                                                                | 2 – 1                                                                 | Ungheria                                                              | Amichevole                                                            | 1                                                                     | 90’                                                                   |
| 28-2-2006                                                             | Limassol                                                              | Bielorussia                                                           | 0 – 1                                                                 | Grecia                                                                | Torneo Internazionale di Cipro                                        | -                                                                     | 58’                                                                   |
| 1-3-2006                                                              | Strovolos                                                             | Kazakistan                                                            | 0 – 2                                                                 | Grecia                                                                | Torneo Internazionale di Cipro                                        | 1                                                                     | 46’                                                                   |
| 25-5-2006                                                             | Melbourne                                                             | Australia                                                             | 1 – 0                                                                 | Grecia                                                                | Amichevole                                                            | -                                                                     | 46’                                                                   |
| 16-8-2006                                                             | Liverpool                                                             | Inghilterra                                                           | 4 – 0                                                                 | Grecia                                                                | Amichevole                                                            | -                                                                     | 46’                                                                   |
| 7-10-2006                                                             | Il Pireo                                                              | Grecia                                                                | 1 – 0                                                                 | Norvegia                                                              | Qual. Euro 2008                                                       | -                                                                     | 46’                                                                   |
| 11-10-2006                                                            | Zenica                                                                | Bosnia ed Erzegovina                                                  | 0 – 4                                                                 | Grecia                                                                | Qual. Euro 2008                                                       | -                                                                     | 89’                                                                   |
| 15-11-2006                                                            | Saint-Denis                                                           | Francia                                                               | 1 – 0                                                                 | Grecia                                                                | Amichevole                                                            | -                                                                     | 46’                                                                   |
| 6-2-2007                                                              | Londra                                                                | Grecia                                                                | 0 – 1                                                                 | Corea del Sud                                                         | Amichevole                                                            | -                                                                     | 46’                                                                   |
| 24-3-2007                                                             | Il Pireo                                                              | Grecia                                                                | 1 – 4                                                                 | Turchia                                                               | Qual. Euro 2008                                                       | -                                                                     | 72’                                                                   |
| 2-6-2007                                                              | Candia                                                                | Grecia                                                                | 2 – 0                                                                 | Ungheria                                                              | Qual. Euro 2008                                                       | -                                                                     | 80’                                                                   |
| 6-6-2007                                                              | Candia                                                                | Grecia                                                                | 2 – 1                                                                 | Moldavia                                                              | Qual. Euro 2008                                                       | -                                                                     | 82’                                                                   |
| 13-10-2007                                                            | Atene                                                                 | Grecia                                                                | 3 – 2                                                                 | Bosnia ed Erzegovina                                                  | Qual. Euro 2008                                                       | -                                                                     | 71’                                                                   |
| 17-11-2007                                                            | Atene                                                                 | Grecia                                                                | 5 – 0                                                                 | Malta                                                                 | Qual. Euro 2008                                                       | -                                                                     | 46’                                                                   |
| 5-2-2008                                                              | Nicosia                                                               | Grecia                                                                | 1 – 0                                                                 | Rep. Ceca                                                             | Amichevole                                                            | -                                                                     | cap. 46’                                                              |
| 26-3-2008                                                             | Düsseldorf                                                            | Grecia                                                                | 2 – 1                                                                 | Portogallo                                                            | Amichevole                                                            | -                                                                     | 46’ 67’                                                               |
| 19-5-2008                                                             | Patrasso                                                              | Grecia                                                                | 2 – 0                                                                 | Cipro                                                                 | Amichevole                                                            | -                                                                     | cap. 63’                                                              |
| 24-5-2008                                                             | Budapest                                                              | Ungheria                                                              | 3 – 2                                                                 | Grecia                                                                | Amichevole                                                            | -                                                                     | 46’                                                                   |
| 14-6-2008                                                             | Salisburgo                                                            | Grecia                                                                | 0 – 1                                                                 | Russia                                                                | Euro 2008 - 1º turno                                                  | -                                                                     | 80’                                                                   |
| 18-6-2008                                                             | Salisburgo                                                            | Spagna                                                                | 2 – 1                                                                 | Grecia                                                                | Euro 2008 - 1º turno                                                  | -                                                                     | 86’                                                                   |
| Totale                                                                |                                                                       | Presenze                                                              | 77                                                                    |                                                                       | Reti                                                                  | 12                                                                    |                                                                       |

## Palmarès

### Club
- Campionato greco: 7

Olympiakos: 1996-1997, 1997-1998, 1998-1999, 1999-2000, 2000-2001, 2001-2002, 2002-2003
- Coppa di Grecia: 1

Olympiakos: 1998-1999

### Nazionale
- Campionato d'Europa: 1

2004

### Individuale
- Calciatore greco dell'anno: 1

2003